# Daily Ajit
Daily Ajit is een Punjabi dagblad in India. Het is de meestverkochte Punjabi-krant ter wereld. De krant is eigendom van de familie Hamdard en werd in 1942 opgericht. Het blad verscheen toen in Urdu, de eerste hoofdredacteur was Sadhu Singh Hamdard. De huidige hoofdredacteur is journalist en ex-parlementslid Barjinder Singh Hamdard.